# Music-Stromers
Music-Stromers war eine Band in der DDR.

## Bandgeschichte
Die Music-Stromers wurden Ende der 1950er Jahre als Skiffleband in Ost-Berlin gegründet. Gründungsmitglieder waren Gerhard Hugo Laartz, Peter Schadetzky und Gunter Stein. Ursprünglich als Trio gegründet, trat die Band ab 1960 als Quintett und zeitweilig auch als Sextett auf. Die Bandbesetzung um Frontmann Laartz wechselte mehrfach. Neben den Gründungsmitgliedern spielten Jürgen Grosser, Dieter Fischer, Dieter Finke, Fred Baumert, Peter Wagner, Dieter Wienicke und Wolfgang Sachs in der Band.
Mit der sich auch in der DDR rasch ausbreitenden Beatbewegung vollzog die Band Anfang 1964 eine Wandlung zur Beatband. Zur damaligen Besetzung gehörten Hugo Laartz, Fred Baumert, Dieter Finke, Torsten Kraft und Wolfgang Sachs. Bereits ein Jahr später formierte Laartz die Band erneut um. Neben den beiden Gitarristen Laartz (Rhythmusgitarre) und Baumert (Melodiegitarre) gehörten Wolfgang Greiser (Bassgitarre), Jochen Gleichmann (Orgel) und der Schlagzeuger Udo Reichel zur 1965er Besetzung. Als ein Jahr später Baumert die Band verließ, kam für ihn Herbert Dreilich. Dreilich, der später die Rockband Karat gründete, hatte im Bezirk Halle mehrfach Auftrittsverbote erhalten und war deshalb nach Ost-Berlin gegangen. Er entwickelte sich bei den Music-Stromers schnell zum Frontmann der Band. Mit ihm wurde die Musik deutlich härter. Die Band coverte vor allem Titel von The Who, The Spencer Davis Group und Jimi Hendrix. Geboten durch die 60/40-Regel entstanden zunehmend auch eigene Titel, unter Umgehung der deutschen Sprache, vorwiegend Instrumentalstücke, die jedoch im Stil unverwechselbar den westlichen Vorbildern glichen. Mit wachsender Perfektion beim Nacheifern, wuchs auch die Popularität der Band. Das damalige Domizil der Band war das „Haus der Jungen Talente“ an der Klosterstraße. War die Bühnenkleidung der Beatbands ursprünglich eher konservativ, überraschten die Music-Stromers ihre Fans mit der Kleidung der Beatles nachempfundenen Sergeant-Pepper’s-Uniformen. Der neue Stil der Band und die rasant wachsende Fangemeinde führte zunehmend zu Konfrontationen mit den DDR-Behörden. Bereits 1962 mit einem Ordnungsstrafbescheid wegen Verstoßes gegen die 60/40-Regel belegt, erhielt die Band 1968 schlagartig Auftrittsverbot.
Laartz, dem es untersagt worden war, mit dieser Besetzung weiterhin aufzutreten, sah sich daraufhin veranlasst, die Music-Stromers aufzulösen. Im August 1968 gründete er das Modern Septett, aus dem 1970 die Modern Soul Band entstand.